# Попівська сільська рада (Канівський район)
Попі́вська сільська́ ра́да — адміністративно-територіальна одиниця та орган місцевого самоврядування в Канівському районі Черкаської області. Адміністративний центр — село Попівка.

## Загальні відомості
- Населення ради: 288 осіб (станом на 2001 рік)

## Населені пункти
Сільській раді підпорядковані населені пункти:
- с. Попівка

## Склад ради
Рада складається з 12 депутатів та голови.
- Голова ради: Савчук Ніна Іванівна

### Керівний склад попередніх скликань
| Прізвище, ім'я, по батькові | Основні відомості                                                         | Дата обрання | Дата звільнення |
| --------------------------- | ------------------------------------------------------------------------- | ------------ | --------------- |
| Савчук Ніна Іванівна        | Сільський голова, 1968 року народження                                    | 26.03.2006   | 31.10.2010      |
| Савчук Ніна Іванівна        | Сільський голова, 1969 року народження, освіта вища, член Партії регіонів | 31.10.2010   |                 |

Примітка: таблиця складена за даними сайту Верховної Ради України

### Депутати
За результатами місцевих виборів 2010 року депутатами ради стали:

#### За суб'єктами висування
| Суб'єкт висування | Кількість обраних депутатів | %    |
| ----------------- | --------------------------- | ---- |
| Партія регіонів   | 11                          | 91,7 |
| Самовисування     | 1                           | 8,3  |

#### За округами
| № округу        | Прізвище, ім'я, по батькові       | Дата визнання обраним | Освіта             | Партійна приналежність | Відомості про обраного депутата                    |
| --------------- | --------------------------------- | --------------------- | ------------------ | ---------------------- | -------------------------------------------------- |
| Партія регіонів |                                   |                       |                    |                        |                                                    |
| 1               | Хоменко Василь Григорович         | 03.11.2010            | середня            | член Партії регіонів   | тимчасово не працює                                |
| 2               | Отзив Валентина Леонідівна        | 03.11.2010            | середня            | член Партії регіонів   | Попівська сільська рада, секретар                  |
| 3               | Шило Лариса Василівна             | 03.11.2010            | середня спеціальна | член Партії регіонів   | Попівська філія ощадбанку, касир                   |
| 5               | Коляда Іван Михайлович            | 03.11.2010            | середня            | член Партії регіонів   | пенсіонер                                          |
| 6               | Куцокінь Дмитро Іванович          | 03.11.2010            | середня            | член Партії регіонів   | пенсіонер                                          |
| 7               | Линник Віктор Володимирович       | 03.11.2010            | середня            | член Партії регіонів   | тимчасово не працює                                |
| 8               | Токаренко Валентина Володимирівна | 03.11.2010            | середня спеціальна | член Партії регіонів   | Попівська сільська рада, бухгалтер                 |
| 9               | Заікін Дмитро Олександрович       | 03.11.2010            | середня спеціальна | член Партії регіонів   | пенсіонер                                          |
| 10              | Коваленко Петро Леонідович        | 03.11.2010            | середня            | член Партії регіонів   | Попівський фельдшерсько-акушерський пункт, санітар |
| 11              | Шило Світлана Іванівна            | 03.11.2010            | середня            | член Партії регіонів   | тимчасово не працює                                |
| 12              | Понцір Тамара Василівна           | 03.11.2010            | середня            | член Партії регіонів   | тимчасово не працює                                |
| Самовисування   |                                   |                       |                    |                        |                                                    |
| 4               | Шило Володимир Васильович         | 03.11.2010            | середня            | позапартійний          | тимчасово не працює                                |